# Gaston Thorn

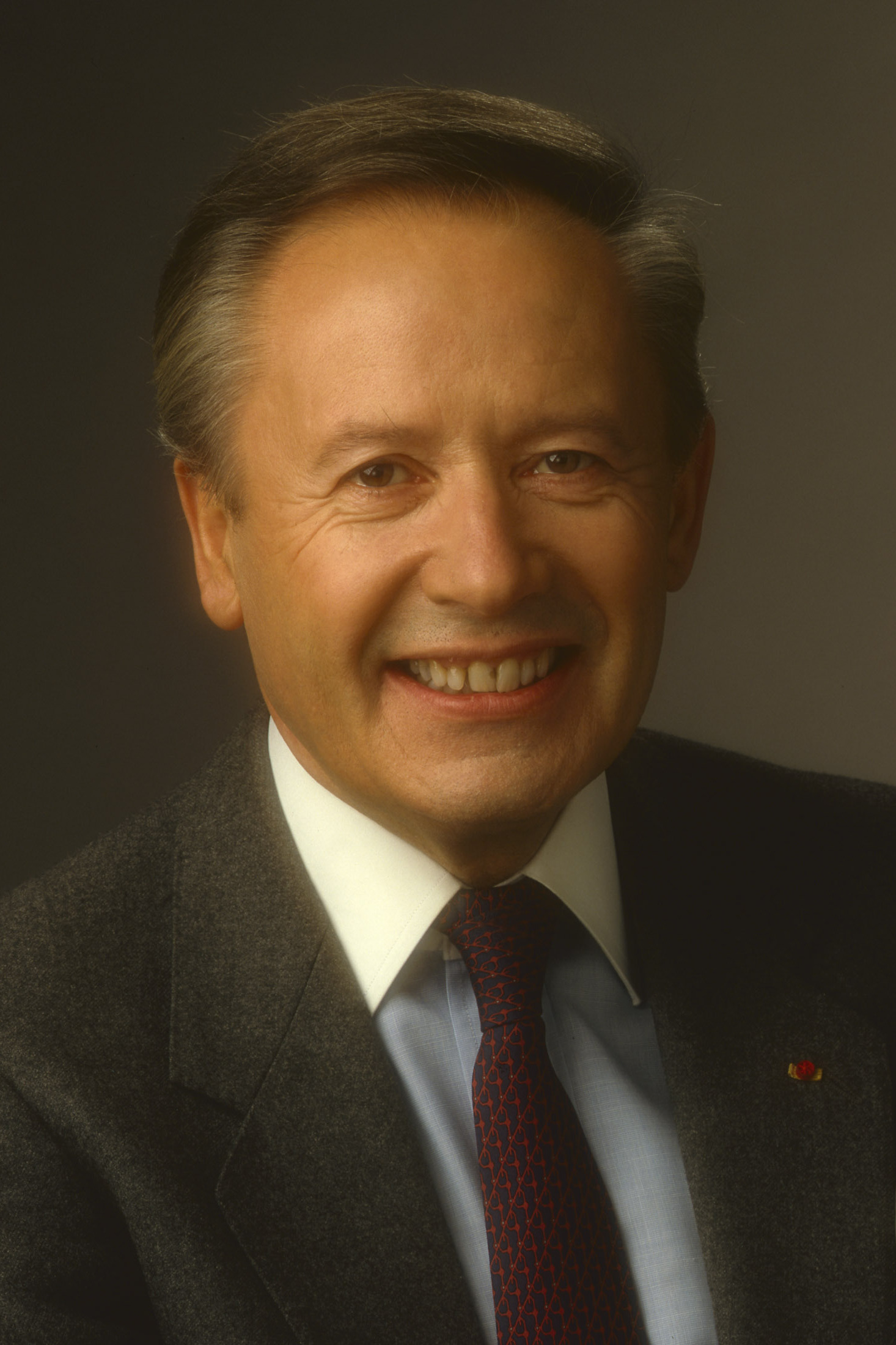
Gaston Thorn (1990)

Gaston Egmond Thorn (* 3. September 1928 in Luxemburg-Stadt; † 26. August 2007 ebenda) war ein luxemburgischer Politiker (DP). Er war von 1974 bis 1979 Premierminister von Luxemburg und von 1981 bis 1985 Präsident der Europäischen Kommission.

## Frühes Leben
Während der deutschen Okkupation Luxemburgs im Zweiten Weltkrieg war Gaston Thorn als Schüler in der Résistance aktiv und wurde mehrere Monate lang in einem Konzentrationslager gefangen gehalten. Nach Kriegsende studierte er Jura in Montpellier, Lausanne und Paris. 1953 wurde er Präsident der Studentenvereinigung UNEL (Union nationale des étudiant(e)s du Luxembourg). Ab 1955 praktizierte er als Rechtsanwalt.
Thorn wurde 1959 für die Demokratische Partei (DP) Luxemburgs in die Abgeordnetenkammer gewählt und von dieser in das damals noch indirekt gewählte Europäische Parlament (EP) entsandt, dem er bis 1969 angehörte. Thorn war von 1961 bis 1980 Vorsitzender der liberalen DP.

## Regierung und EG-Kommission
1969 wurde er Sport- und Außenminister des Großherzogtums in der christlich-liberalen Regierung Werner-Schaus II. Bei der Kammerwahl 1974 blieb die DP zwar drittstärkste Kraft hinter Christsozialen und Sozialisten, legte aber deutlich zu, während die beiden größeren Parteien an Zustimmung verloren. Daraufhin gingen DP und LSAP eine Koalition ein und Thorn wurde Premierminister der Regierung Thorn-Vouel-Berg. Zusätzlich war er Minister für auswärtige Beziehungen und Außenhandel sowie Sport. Diese Ämter hielt er bis 1979 inne (Sport nur bis 1977). Seit Ende des Zweiten Weltkriegs bis zur Vereidigung von Xavier Bettel im Dezember 2013 war Thorn der einzige Premierminister Luxemburgs, der nicht der CSV angehörte. Thorn leitete 1975 als Präsident die 30. Generalversammlung der Vereinten Nationen. Von 1978 bis 1981 war er Präsident der Europäischen Liberalen und Demokraten (ELD).
Bei der Kammerwahl 1979 legte die CSV wieder zu, DP und LSAP hatten keine Mehrheit mehr. Daraufhin gab es wieder eine christlich-liberale Koalition und Thorn war von Juli 1979 bis November 1980 Vizepremier, Wirtschafts-, Justiz- und Außenminister in der Regierung Werner-Thorn-Flesch.

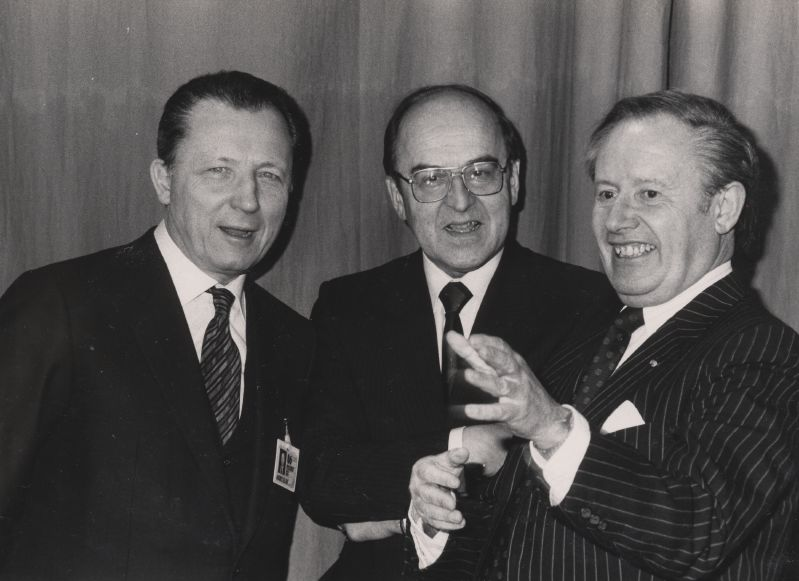
Thorn (rechts) mit EG-Kommissionspräsident Jacques Delors und dem Schweizer Wirtschaftsminister Kurt Furgler auf dem Weltwirtschaftsforum 1986

Vom 6. Januar 1981 bis 5. Januar 1985 war er Präsident der Europäischen Kommission (Kommission Thorn). Während seiner Präsidentschaft wuchs die Macht der Kommission erheblich, sowohl auf Kosten des Ministerrates als auch des Europäischen Parlaments, mit dem seine Kommission in häufigem Machtkampf stand.

## „Nachpolitisches“ Leben
1987 wurde Thorn Generaldirektor von Radio Luxemburg und der Medienholding CLT. Mit der Fusion 1997 der CLT und der UFA zur CLT-UFA, Eigentümerin u. a. von RTL Television und seit 2000 Teil der RTL Group, wurde er Vorsitzender des Verwaltungsrats des Unternehmens. 2004 trat Thorn in den Ruhestand.
Thorn war mit der Journalistin Liliane Thorn-Petit (1933–2008) verheiratet.

## Ehrungen
- Großkreuz des Falkenordens (1969)
- Assoziiertes Mitglied der Académie royale des Sciences, des Lettres et des Beaux-Arts de Belgique (1975)[1]
- Robert-Schuman-Preis (Alfred-Toepfer-Stiftung) (1977)
- Ehrensenator der Universitäten des Saarlandes (1981) und von Graz (1984)
- Schärfste Klinge der Stadt Solingen (1978)
- Großkreuz des Treudienst-Ordens (2004)